# Cinema, mon amour
Cinema, mon amour este un film românesc din 2015 regizat de Alexandru Belc. Rolurile principale au fost interpretate de actorii Victor Purice.

## Distribuție
Distribuția filmului este alcătuită din:
- Cornelia
- Victor Purice
- Gheorghe Purice
- Lorena